# Stazione di Campo Ligure-Masone
Stazione di Campo Ligure-Masone vasútállomás Olaszországban, Campo Ligure településen.

## Vasútvonalak
Az állomást az alábbi vasútvonalak érintik:
- Asti–Genova-vasútvonal

## Kapcsolódó állomások
A vasútállomáshoz az alábbi állomások vannak a legközelebb:
- Stazione di Mele
- Stazione di Rossiglione